# Parasphaerocera paratransversa
Parasphaerocera paratransversa är en tvåvingeart som beskrevs av Papp 1978. Parasphaerocera paratransversa ingår i släktet Parasphaerocera och familjen hoppflugor.
Artens utbredningsområde är Bolivia. Inga underarter finns listade i Catalogue of Life.